# تذوق
التذوق هو واحد من الحواس التقليدية الخمس، وينتمي إلى الجهاز الهضمي.
التذوق هو الإحساس الناتج أو المُثار عندما تتفاعل مادة في الفم كيميائيًا مع خلايا مستقبلات التذوق الموجودة على براعم التذوق في تجويف الفم ومعظمها موجود على اللسان. لدى البشر مستقبلات تذوق على براعم التذوق وغيرها من المناطق مثل السطح العلوي للسان واللهاة. القشرة التذوقية في الدماغ هي المسؤولة عن إحساس التذوق.
يُغطى اللسان بآلاف النتوءات الصغيرة التي تسمى الحليمات، والتي يمكن رؤيتها بالعين المجردة. توجد داخل كل حليمة المئات من براعم التذوق. يستثنى من ذلك الحليمات الخيطية كونها لا تحتوي على براعم تذوق. يوجد على الجزء الخلفي والأمامي من اللسان ما بين 2000 و5000 برعم تذوق. هناك براعم أخرى على سطح الحلق والجانبين وخلف الفم وفي الحلق. يحتوي كل برعم تذوق على 50 إلى 100 خلية من مستقبلات التذوق.
يشتمل الإحساس بالتذوق على خمسة أطعم أساسية: الحلاوة، الحموضة، الملوحة، المرارة، والأومامي. أثبتت التجارب العلمية أن هذه الأذواق الخمسة موجودة ومتميزة عن بعضها البعض. تستطيع براعم التذوق التمييز بين الأذواق المختلفة من خلال الكشف عن التفاعل مع جزيئات أو أيونات مختلفة. يحدث الإحساس بالأطعمة الحلوة والمالحة والمرة من خلال ارتباط الجزيئات بمستقبلات البروتين جي G على الأغشية الخلوية لبراعم التذوق. يحدث الإحساس بالملوحة والحموضة عندما تدخل أيونات قلوية أو أيونات الهيدروجين في براعم التذوق على التوالي.
تساهم الأذواق الأساسية جزئيًا فقط في الإحساس بالطعام ونكهته في الفم، وتشمل العوامل الأخرى المساهمة الرائحةَ، التي تستشعرها الظهارة الشمية للأنف، والملمسَ، الذي تستشعره مجموعة متنوعة من المستقبلات الميكانيكية، ودرجةَ الحرارة، التي تستشعرها المستقبلات الحرارية، و«البرودة» (مثل المنثول) و«الحرارة» (الحِدَّة أو الحرافة)، عبر الحس الكيميائي.
نظرًا إلى أن التذوق يستشعر كلًا من الأشياء الضارة والمفيدة، تُصنف جميع الأذواق الأساسية لتصنيفين رئيسين: مكروه، أو شهي، وهذا يتوقف على تأثير الطعام الذي نشعر به على أجسامنا. تساعد الحلاوة على تحديد الأطعمة الغنية بالطاقة، بينما تعتبر المرارة إشارة تحذير من السموم.
تبدأ حاسة التذوق عند البشر بالتلاشي في سن الخمسين بسبب فقدان حليمات اللسان والانخفاض العام في إنتاج اللعاب. لا تشترك جميع الثدييات في نفس حاسة التذوق؛ يمكن لبعض القوارض أن تتذوق النشاء (وهو ما لا يمكن للبشر الإحساس به)، ولا يمكن للقطط أن تتذوق الحلاوة، وإن العديد من الحيوانات آكلة اللحوم، مثل الضباع والدلافين وأسود البحر، فقدت القدرة على الإحساس بأربع من حواس التذوق الخمسة التي امتلكها أجدادها.

## الأذواق الأساسية
يسمح التذوق للبشر بالتمييز بين الغذاء الآمن والضار، وقياس القيمة الغذائية للأطعمة. تبدأ الإنزيمات الهاضمة في اللعاب بإذابة الطعام إلى مواد كيميائية أساسية تُمرَّر على الحليمات ويُكشف عن طعمها عبر براعم التذوق. يُغطى اللسان بنتوءات صغيرة تسمى الحليمات، والتي يمكن رؤيتها بالعين المجردة. توجد داخل كل حليمة المئات من براعم التذوق. يستثنى من ذلك الحليمات الخيطية كونها لا تحتوي على براعم تذوق. يوجد على الجزء الخلفي والأمامي من اللسان ما بين 2000 و5000 برعم تذوق. هناك براعم أخرى على سطح الحلق والجانبين وخلف الفم وفي الحلق. يحتوي كل برعم تذوق على 50 إلى 100 خلية من مستقبلات التذوق. تعتبر الأطعمة المُرّة بشكل عام غير سارة المذاق، في حين أن الأطعمة الحامضة والمالحة والحلوة توفر عمومًا إحساسًا ممتعًا.
وجدت إحدى الدراسات أن كلًا من آليات الطعم المالح والحامض تكشف وجود كلوريد الصوديوم (الملح) في الفم بطرق مختلفة، ومع ذلك، يُكشف وجود الأحماض أيضًا ويُحس بها على أنها حامضة. يعد الإحساس بالملح أمرًا مهمًا للعديد من الكائنات، ولكن على وجه التحديد الثدييات لأنه يؤدي دورًا مهمًا في توازن الأيونات والتوازن المائي في الجسم. هناك حاجة للملح في الكلى عند الثدييات على وجه التحديد كمركب تناضحي فعال، ما يسهل إعادة امتصاص الماء بشكل منفعل في الدم. لهذا السبب يثير الملح طعمًا لطيفًا لدى معظم البشر.
يشير الطعم الحلو إلى وجود الكربوهيدرات في المحلول. نظرًا إلى أن الكربوهيدرات تحتوي على عدد كبير جدًا من السعرات الحرارية (تحتوي السكريات على العديد من الروابط، وبالتالي الكثير من الطاقة)، فهي مرغوبة لجسم الإنسان الذي تدفعه غريزة البقاء للبحث عن الأطعمة ذات السعرات الحرارية الأعلى ليستهلكها. تُستخدم كطاقة مباشرة (السكريات) أو لتخزين الطاقة (الغليكوجين). ومع ذلك، هناك العديد من الجزيئات اللاسكرية التي تؤدي إلى استجابة حلوة، ما أدى إلى تطوير العديد من المحليات الاصطناعية، بما في ذلك السكرين والسكرالوز والأسبارتام. ما يزال من غير الواضح كيف تنشط هذه المواد المستقبلات الحلوة وما هي أهمية هذا التكيف.

## الحموضة
تُصنيف حموضة المواد بالنسبة إلى حمض الهيدروكلوريك المخفف الذي يملك مؤشر حموضة مقداره 1. يملك حمض الطرطريك بالمقارنة مؤشر حموضة مقداره 0.7، وحامض الستريك مؤشر حموضة مقداره 0.46، وحمض الكربونيك مؤشر حموضة مقداره 0.06.
المجموعة الغذائية الأكثر شيوعًا التي تحتوي على الأطعمة الحامضة الطبيعية هي الفاكهة، مثل الليمون والعنب والبرتقال والتمر الهندي وأحيانًا البطيخ. قد يكون أيضًا طعم العديد من الأطعمة المخمرة حامضًا، مثل النبيذ والخل واللبن. يُظهر الأطفال في الولايات المتحدة والمملكة المتحدة استمتاعًا أكبر بالنكهات الحامضة أكثر من البالغين.

## الملوحة
أبسط المستقبلات الموجودة في الفم هي مستقبلات كلوريد الصوديوم (الملح). الملوحة هي طعم ينتج في المقام الأول عن وجود أيونات الصوديوم. الأيونات الأخرى من مجموعة المعادن القلوية لها طعم مالح أيضًا، ولكن كلما كانت أبعد عن الصوديوم، كان الطعم المالح أقل. تسمح قناة الصوديوم في جدار خلية التذوق لكاتيونات الصوديوم بدخول الخلية. يلغي هذا من تلقاء نفسه استقطاب الخلية ويفتح قنوات الكالسيوم المعتمدة على الجهد، ويغمر الخلية بأيونات الكالسيوم الموجبة ويؤدي إلى إطلاق ناقل عصبي. تُعرف قناة الصوديوم هذه بقناة الصوديوم الظهارية وتتكون من ثلاث وحدات فرعية. يمكن حظر هذه القناة بواسطة عقار أميلوريد في العديد من الثدييات وخاصة الفئران. ومع ذلك، فإن حساسية طعم الملح تجاه الأميلوريد في البشر أقل وضوحًا، ما يؤدي إلى الظن بأنه قد يكون هناك بروتينات مستقبلة إضافية إلى جانب قناة الصوديوم الظهارية بانتظار أن تُكتشف.

## المرارة
المرارة هي واحدة من أكثر الأذواق حساسية، ويعتبرها الكثيرون غير سارة أو حادة أو غير مرغوب بها، لكنها في بعض الأحيان تصبح مرغوبة وتضاف عمدًا عبر العديد من العناصر المرة. تشمل الأطعمة والمشروبات المرة القهوة، والكاكاو غير المحلى، ومشروب المتّة في أمريكا الجنوبية، وشاي الكوكا، والقرع المر، والزيتون غير المملح، وقشر الحمضيات، والعديد من النباتات في عائلة الكرنبية، وخضروات الهندباء البرية، وحشيشة الكلاب، والهندباء البرية، والهندباء الأنديفية. مذاق الإيثانول في المشروبات الكحولية مر، وكذلك المكونات المرّة الإضافية الموجودة في بعض المشروبات الكحولية، بما في ذلك نبات الجنجل في البيرة والكوشاد الأصفر في المر (نوع من الخمر). يشتهر مركب الكينين أيضًا بطعمه المر ويُوجد في ماء التونيك (المياه الغازية).

## الأهمية السريرية
قد يكون لدى المرضى الذين يعانون من مرض أديسون، أو قصور الغدة النخامية، أو التليف الكيسي في بعض الأحيان حساسية مفرطة للمذاقات الخمسة الرئيسية (الملوحة، الحموضة، الحلاوة، المرارة، والأومامي).

### اضطرابات التذوق
فقدان التذوق
ضعف التذوق
خلل التذوق
فرط التذوق